# La Quatrième Alliance de Dame Marguerite
Pour plus de détails, voir Fiche technique et Distribution.
La Quatrième Alliance de Dame Marguerite (Prästänkan) est un film suédois réalisé par Carl Theodor Dreyer, sorti en 1920.
Chronique médiévale au ton de fabliau, La Quatrième Alliance de Dame Marguerite mérite qu'on s'y attache. Le film fusionne humour, minutieuse observation sociologique et lumineux panthéisme en un savoureux équilibre. S'il paraît préfigurer par son sujet, son environnement géographique et son cadre historique (la Norvège rurale au XVIIe siècle), le chef-d'œuvre ultérieur que constitue Dies iræ, il offre, pourtant, une coloration malicieuse et une verve comique avec lesquelles les œuvres ultimes de Carl Theodor Dreyer ne renoueront plus. Le cinéaste danois affirmait d'ailleurs : « C'est un film que j'aime bien (...) C'est la joie sur un fond grave ».

## Synopsis
En Norvège, le jeune Söfren, candidat au pastorat dans un village, doit, pour obtenir cette charge, épouser la veuve du précédent pasteur, Dame Marguerite. Celle-ci est âgée de plus de soixante-dix ans et a déjà connu trois maris. Söfren l'épouse malgré tout. Il engage toutefois Kari, dont il est amoureux, comme servante au presbytère et la fait passer pour sa sœur. Son objectif est d'en finir avec la vieille dame : il tente, en se déguisant sous les traits du Diable, de la faire mourir de peur, mais échoue lamentablement. En d'autres circonstances, il ôte une échelle d'un grenier, afin qu'elle s'y rompe le cou : comble d'infortune, c'est Kari qui en est la victime. Dame Marguerite entreprend de la soigner et finit par lui sauver la vie. Dès lors, Söfren lui confie la vérité. La vieille dame décide alors de se laisser mourir. Kari et Söfren s'uniront, mais, bouleversés et reconnaissants, ils rendront hommage à Dame Marguerite.

## Fiche technique
- Titre français : La Quatrième Alliance de Dame Marguerite
- Titre original : Prästänkan (« La Veuve du Pasteur »)
- Réalisation : Carl Theodor Dreyer
- Scénario : Carl Theodor Dreyer, d'après la nouvelle Prestekonen de Kristofer Janson.
- Photographie : George Schnéevoigt
- Pays de production :  Suède
- Production : Svensk Filmindustri, Stockholm.
- Tournage : Été 1920, à Lillehammer, Norvège (musée de plein air).
- Genre : Comédie dramatique
- Format : Film muet, noir et blanc
- Métrage : 1 900 m. environ
- Durée : 71 minutes
- Dates de sortie : 
  - Suède : 4 octobre 1920 (Stockholm)
  - France : 10 février 1922

## Distribution
- Hildurg Carlberg : Dame Marguerite
- Einar Rød : Söfren
- Greta Almroth : Kari, sa fiancée

## Autour du film
L'actrice Hildur Carlberg (sv) est morte juste après le tournage, à l'âge de 76 ans.